# Abstraktion (Informatik)
Der Begriff Abstraktion wird in der Informatik sehr häufig eingesetzt und beschreibt die Trennung zwischen Konzept und Umsetzung. Strukturen werden dabei über ihre Bedeutung definiert, während die detaillierten Informationen über die Funktionsweise verborgen bleiben. Abstraktion zielt darauf ab, die Details der Implementierung nicht zu berücksichtigen und daraus ein allgemeines Schema zur Lösung des Problems abzuleiten. Ein Computerprogramm kann so unterschiedliche Abstraktionsebenen aufweisen, wobei auf jeder Ebene ein anderer Grad des Informationsgehaltes dem Programmierer preisgegeben wird. Eine Abstraktion auf niedriger Stufe beinhaltet Details zur Hardware, auf der das Programm läuft. Höher liegende Abstraktionsebenen beschäftigen sich dagegen mit der Geschäftslogik der Software.
Abstraktion beschäftigt sich also genau mit dem Detailgrad eines Objektes, der gerade im Kontext der aktuellen Perspektive benötigt wird, und kann auf die Daten sowie die Steuerung eines Programmes angewendet werden:
- Die Abstraktion der Steuerung umfasst den Einsatz von Unterprogrammen und Konzepten wie Kontrollfluss.
- Datenabstraktion erlaubt die sinnvolle Verarbeitung von Datenbits, zum Beispiel als Datentypen.

Eine generelle Empfehlung, Abstraktion immer dann einzusetzen, wenn diese versucht, Duplikationen zu vermeiden, wird als Abstraktionsprinzip bezeichnet. Auch die Anforderung an Programmiersprachen, Mechanismen für diese Empfehlung zur Verfügung zu stellen, wird so genannt.

## Grundprinzip
Abstraktion ermöglicht es, das Wesentliche unter einem bestimmten Gesichtspunkt aus einer Menge von Individuen (Dinge, Beobachtungen …) herauszuheben und abzuleiten, und ist somit ein zentrales Mittel für das Erstellen und Verstehen von Modellen.
Es unterstützt den Programmierer dabei, die Komplexität eines Problems zu reduzieren, indem es Details ignoriert. Die Fähigkeit, abstrakt zu denken und diese umzusetzen, ist somit eine der wichtigsten Grundlagen für das Programmieren. Abstraktion kann in ihrer Bedeutung nicht hoch genug eingeschätzt werden.
Eine zentrale Form der Abstraktion ist die Abstraktion von Sprache. So werden beispielsweise künstliche Sprachen konstruiert, die es ermöglichen, spezifische Aspekte von Systemen zum Ausdruck zu bringen. Modellierungssprachen können im Kontext einer Softwaresystem-Planung helfen. Maschinensprachen können von Computern direkt verarbeitet werden. Dieser Abstraktionsprozess kann auch beim Generationswechsel der Programmiersprachen beobachtet werden.
Auch innerhalb einer Programmiersprache obliegt es dem Programmierer, neue Abstraktionsebenen zu schaffen. Die Erstellung von Subroutinen, Modulen und Softwarekomponenten wären Beispiele dazu. Andere Abstraktionsformen wie Entwurfsmuster und Softwarearchitekturen bleiben vor der Programmiersprache verborgen und beziehen sich auf das Design des Systems.
Abstraktion versucht, die Komplexität von darunterliegenden Abstraktionsstufen zu verbergen. Joel Spolsky hat genau diese Bemühungen kritisiert: „Alle nicht-trivialen Abstraktionen sind zu einem bestimmten Grad undicht.“

## Sprachmerkmale

### Programmiersprachen
Unterschiedliche Programmiersprachen bieten unterschiedliche Möglichkeiten von Abstraktion, wie zum Beispiel:
- In objektorientierten Sprachen, wie C++, Object Pascal oder Java, wurde das Konzept der Abstraktion in Form einer eigenen deklarativen Anweisung umgesetzt. Nach einer derartigen Deklaration ist es die Aufgabe des Programmierers, eine Klasse zu implementieren, um eine Instanz eines Objekts davon erzeugen zu können.

- In der funktionalen Programmierung können beispielsweise durch Lambda-Abstraktion (aus einem Term wird eine Funktion in einer Variablen gemacht) und Funktionen höherer Ordnungen (Parameter von Funktionen sind wiederum Funktionen) Konzepte der Abstraktion implementiert werden.

- Moderne Programmiersprachen innerhalb der Sprachfamilie von Lisp, wie Clojure und Common Lisp, erlauben syntaktische Abstraktion, die es dem Programmierer ermöglicht, Standardformulierungen im Code zu eliminieren, neue Kontrollstrukturen zu implementieren, oder sogar domainspezifische Sprachen zu entwickeln. Diese Konzepte ermöglichen eine Effizienzsteigerung beim Programmieren sowie eine Verbesserung der Code-Verständlichkeit.

### Spezifikationssprachen
Spezifikationssprachen setzen im Allgemeinen auf unterschiedliche Formen von Abstraktion, da die Spezifikation eines Software-Projektes typischerweise zu einem sehr frühen und somit zu einem viel abstrakteren Zeitpunkt des Projektes erfolgt. Die Unified Modeling Language ist eine Spezifizierungssprache, die es beispielsweise erlaubt, abstrakte Klassen zu definieren. Diese bleiben auch während der gesamten Architektur- und Spezifizierungsphase des Projektes abstrakt.

## Datenabstraktion
Die Datenabstraktion sorgt für eine klare Trennung von abstrakten Eigenschaften eines Datentyps und den konkreten Implementierungsdetails. Bei den abstrakten Eigenschaften handelt es sich um die nach außen hin sichtbaren Schnittstellen. Konkrete Implementierungen bleiben vollständig privat und können im Laufe der Zeit verändert werden. Gründe dazu wären beispielsweise Verbesserungen der Effizienz. Dabei ist es wichtig, dass derartige Änderungen keine Auswirkungen auf die Schnittstelle nach außen haben, da diese das abstrakte Verhalten nicht beeinflussen.

## Abstraktion in der objektorientierten Programmierung
In der objektorientierten Programmierung repräsentieren Objekte die abstrakten „Akteure“, die Arbeiten verrichten, ihren Zustand verändern und mit anderen Objekten im System kommunizieren können. Dabei werden die detaillierten Informationen über den genauen Zustand des Objektes oft verborgen, was auch als Information Hiding oder Kapselung bezeichnet wird. Hier werden Details verborgen, um das Problem nicht zu komplex zu gestalten.
Eine weitere Form von Abstraktion bei objektorientierter Programmierung findet man auch im Zuge der Polymorphie. Diese Vielgestaltigkeit erlaubt es, Objekte unterschiedlicher Typen miteinander auszutauschen. Auch die Vererbung bei Klassen und Strukturen ist eine Form von Abstraktion, die es ermöglicht, ein komplexes Gebilde von Relationen abzubilden.
Verschiedensten objektorientierte Programmiersprachen bieten vergleichbare Konzepte für die Abstraktion an. Alle haben dabei das Ziel, die Vielgestaltigkeit in der Objektorientierten Programmierung zu unterstützen.
Das folgende Code-Beispiel in Java zeigt ein einfaches Modell von Tieren auf einem Bauernhof. Hier werden unterschiedliche Abstraktionsebenen eingeführt. Die Klasse Tier repräsentiert sowohl den Zustand eines Tieres als auch die Funktionalitäten.
```
public
 
class
 
Tier
 
extends
 
Lebewesen

{

     
private
 
Ort
 
ort
;

     
private
 
double
 
energieReserven
;

     
public
 
boolean
 
istHungrig
()
 
{

         
return
 
energieReserven
 
<
 
2.5
;

     
}

     
public
 
void
 
essen
(
Futter
 
futter
)
 
{

         
// Futter essen

         
energieReserven
 
+=
 
futter
.
getKalorien
();

     
}

     
public
 
void
 
aendereOrt
(
Ort
 
o
)
 
{

         
//Tier auf anderer Stelle unterbringen

         
this
.
ort
 
=
 
o
;

     
}

}

```

Mit dieser Definition können Objekte des Typs Tier erstellt werden und folgende Methoden aufgerufen werden:
```
schwein
 
=
 
new
 
Tier
();

kuh
 
=
 
new
 
Tier
();

if
 
(
schwein
.
istHungrig
())
 
{

    
schwein
.
essen
(
essensreste
);

}

if
 
(
kuh
.
istHungrig
())
 
{

    
kuh
.
essen
(
gras
);

}

kuh
.
aendereOrt
(
scheune
);

```

Im obigen Beispiel stellt die Klasse Tier eine Abstraktion dar und wird an Stelle von tatsächlichen Tieren verwendet. Lebewesen, jene Klasse von der Tier abgeleitet ist, ist eine weitere Form der Abstraktion. In diesem Fall handelt es sich um eine Generalisierung der Klasse Tier.
Würde man an dieser Stelle eine weitere Unterscheidung der Tiere benötigen – beispielsweise eine Unterscheidung von Tieren, die Milch bzw. keine Milch liefern, kann eine weitere Abstraktionsebene eingezogen werden.

## Abstraktionsebenen
Die Informatik spricht sehr oft von unterschiedlichen Stufen der Abstraktion (engl. levels oder layers). Dabei beschreibt jede Stufe ein Modell derselben Information auf einem anderen Abstraktionsniveau im Kontext der jeweiligen Domain.
Jede abstraktere, höhere Stufe liegt auf einer im Vergleich dazu konkreteren, niedrigeren Stufe. So bauen beispielsweise Gatter auf elektronische Schaltungen, Binärschnittstellen auf Gatter, Maschinensprachen auf Binärschnittstellen, Programmiersprachen auf Maschinensprachen und Applikationen sowie Betriebssysteme auf Programmiersprachen auf.

### Datenbanksysteme
Bei Datenbank-Systemen wird die Komplexität sehr oft durch eine Aufteilung der Applikation in Abstraktionsebenen reduziert:

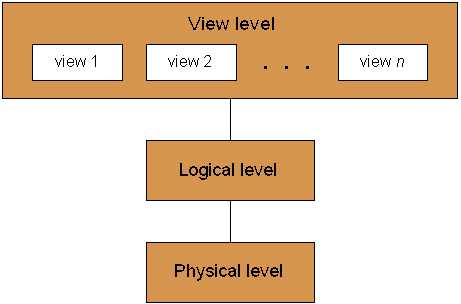
Abstraktionsebenen eines Datenbank-Systems

- Physische Ebene (physical level): Diese Abstraktionsebene beschreibt, wie die Daten im System tatsächlich gespeichert werden. Hier werden komplexe Datenstrukturen im Detail definiert und beschrieben.
- Logische Ebene (logical level): Die nächsthöhere Ebene der Abstraktion beschreibt, welche Daten in der Datenbank gespeichert werden und welche Beziehungen innerhalb dieser Daten bestehen. Der Benutzer auf der logischen Ebene muss kein Wissen über die physische Ebene besitzen, auch wenn er diese indirekt über die logische Ebene verwendet.
- View level (view level): Die höchste Ebene der Abstraktion beschreibt nur Teile der gesamten Datenbank, da viele Benutzer nur einen bestimmten Ausschnitt des Gesamtsystems benötigen und nur Zugriff auf einen kleinen Auszug der Datenbank haben. Das System kann so unterschiedlichen Benutzern verschiedene Sichten anbieten.